# 高梨政高
高梨 政高（たかなし まさたか）は、室町時代中期から後期にかけての武将。高梨氏は信濃国中野小館の国人。

## 生涯
応永25年（1418年）、高梨教秀の子として誕生。室町幕府8代将軍・足利義政より偏諱を受けて政高と名乗る。
長禄3年（1460年）7月、父・教秀が没したため当主となった。この頃の室町幕府は、信濃北半を越後守護・上杉房定に兼任させ、信濃南半守護としては小笠原光康を任じた。当時の幕府は享徳の乱を起こした古河公方・足利成氏と対立関係にあり、成氏と結んでいた高梨政高も討伐目標の一人であった。
寛正4（1463年）、幕府方は政高を討つため、上杉右馬頭（本名不詳）を大将として高梨領に攻め込ませた。政高率いる高梨軍はこれを高井郡高橋で迎え撃った。高梨軍は寡兵にも拘らず勝利し、この際に右馬頭を討ちとったとも云われている。政高はこの戦で、上杉氏に味方した新野朝安や大熊高家らの土豪の領地を手中にし、高梨氏の領土は広大になっていった（なお、敗れた新野氏と大熊氏は上杉氏を頼って越後に逃れ、戦国時代の大熊朝秀はその子孫であるとする説がある）。
応仁2年（1468年）、死去。

## 人物
政高は京都文化の導入にも努め、公家三条西実隆から「古今伝授」や「伊勢物語」などを贈られ、返礼として高額の礼金を贈っている。